# Église Sainte-Marie de Palau-de-Cerdagne
Pour les articles homonymes, voir église Sainte-Marie.
L'église Sainte-Marie de Palau-de-Cerdagne est une église, à l'origine romane, située à Palau-de-Cerdagne, dans le département français des Pyrénées-Orientales.